# Trostjanez
Trostjanez (ukrainisch Тростянець; russisch Тростянец, polnisch Trościaniec) ist eine Stadt unter Rajonsverwaltung in der nordukrainischen Oblast Sumy. Die Stadt war bis Juli 2020 das Zentrum des gleichnamigen Rajons Trostjanez und liegt 57 km südlich der Oblasthauptstadt Sumy am Ufer des Flusses Boromlja, eines Nebenflusses der Worskla.

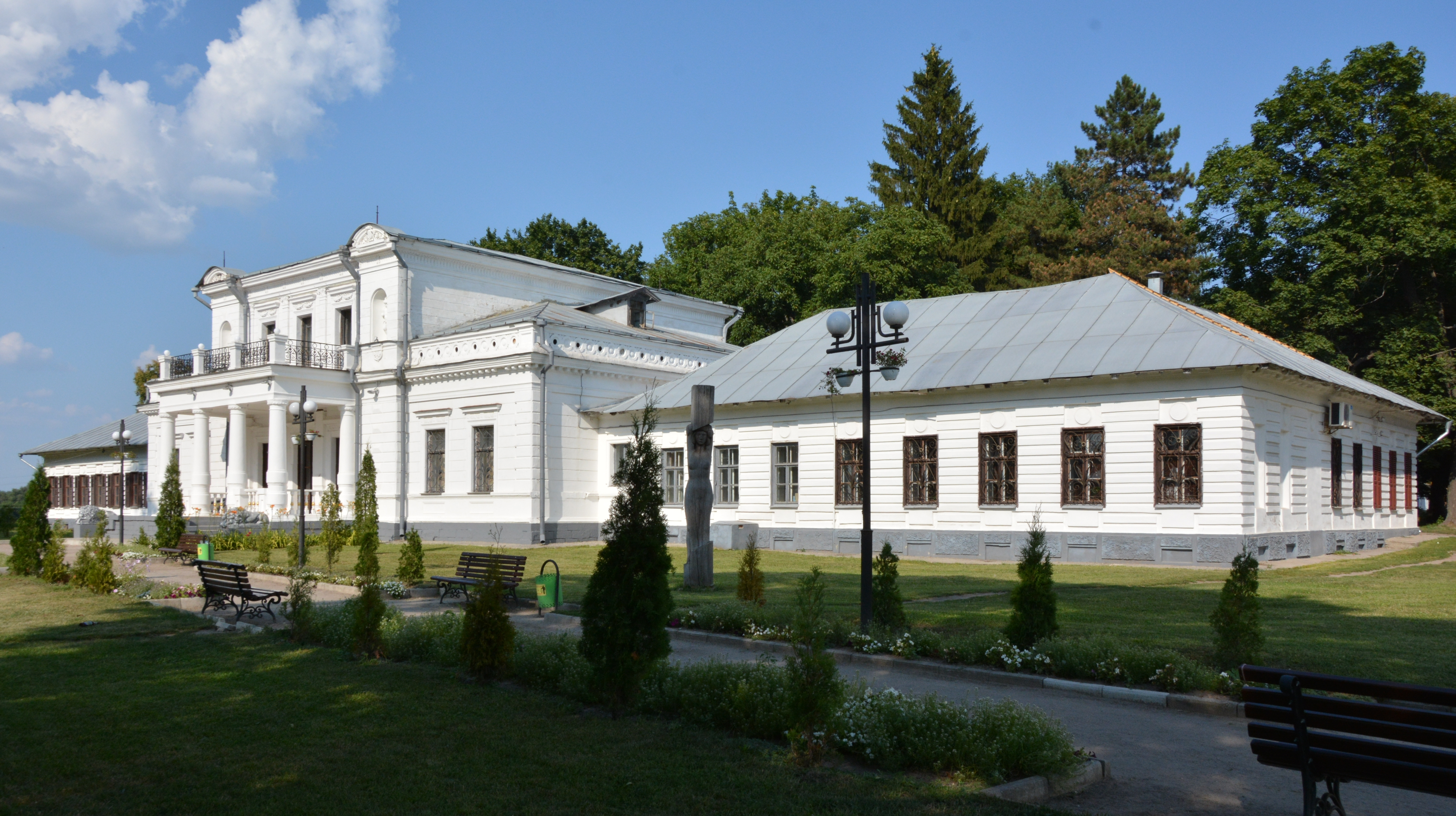
Anwesen im Ort

Die Stadt mit 21.000 Einwohnern (2017) verfügt über zahlreiche Architekturdenkmäler, darunter einen neogotischen Rundhof von 1749, die spätbarocke Verkündigungskirche von 1750, ein Schloss der Galitziner aus dem 18. Jahrhundert sowie die „Nymphengrotte“, die 1809 zur Hundertjahrfeier der Schlacht bei Poltawa eingeweiht wurde.

## Geschichte
Trostjanez wurde in den 1650er Jahren gegründet, 1877 wurde die Siedlung Смородине /Smorodyne im Osten um den Bahnhof angeschlossen, seit 1940 hat Trostjanez den Stadtstatus.
Während des Angriffskrieges Russlands gegen die Ukraine war Trostjanez als grenznahe Stadt, in welcher früher meistens gute Dinge über Russland erzählt wurden, im Februar 2022 eine der ersten Städte, welche von den Russen eingenommen wurde. Nach dem Scheitern des Feldzuges in der westlichen Ukraine und dem Abzug der russischen Truppen kehrte nach gut einem Monat die ukrainische Armee in die Stadt zurück. Weite Teile der historischen Kurstadt waren völlig zerstört. Auch das historische Bahnhofsgebäude fiel dem Missbrauch als Raketenabschuss-Stellung zum Opfer.
In der Stadt kam es während der russischen Besatzung zu Exekutionen, Folter und Plünderungen, deren Beute die Russen in gestohlenen ukrainischen Zivilfahrzeugen nach Russland schafften. Daneben kam es zu flächendeckenden, zielgerichteten Zerstörungen von Wohnblocks mit zivilen Opfern, zur Zerstörung des Krankenhauses, von Apotheken und von anderen Einrichtungen der zivilen Infrastruktur und zum Einsatz von Scharfschützen gegen Zivilisten.

## Verwaltungsgliederung
Am 18. Juli 2017 wurde die Stadt zum Zentrum der neugegründeten Stadtgemeinde Trostjanez (Тростянецька міська громада/Trostjanezka miska hromada). Zu dieser zählten auch die Dörfer Lutschka, Kamjanka, Kamjanezke und Saritschne, bis dahin bildete sie die gleichnamige Stadtratsgemeinde Trostjanez (Тростянецька міська рада/Trostjanezka miska rada) im Süden des Rajons Trostjanez.
Am 12. Juni 2020 kamen noch die 31 in der untenstehenden Tabelle aufgelisteten Dörfer sowie die Ansiedlungen Lisne und Wynohradne zum Gemeindegebiet.
Am 17. Juli 2020 kam es im Zuge einer großen Rajonsreform zum Anschluss des Rajonsgebietes an den Rajon Ochtyrka.
Folgende Orte sind neben dem Hauptort Trostjanez Teil der Gemeinde:
| Name                                      | Name                   | Name                                                |
| ukrainisch transkribiert                  | ukrainisch             | russisch                                            |
| ----------------------------------------- | ---------------------- | --------------------------------------------------- |
| Artemo-Rastiwka                           | Артемо-Растівка        | Артемо-Растовка (Artemo-Rastowka)                   |
| Bilka                                     | Білка                  | Белка (Belka)                                       |
| Boholjubowe (bis 3. März 2021 Saritschne) | Боголюбове (Зарічне)   | Боголюбово (Bogoljubowo)/Заречное (Saretschnoje)    |
| Bratske                                   | Братське               | Братское (Bratskoje)                                |
| Bujmer                                    | Буймер                 | Буймер (Buimer)                                     |
| Chwoschtschowa                            | Хвощова                | Хвощевая (Chwoschtschewaja)                         |
| Dernowe                                   | Дернове                | Дерновое (Dernowoje)                                |
| Hruske                                    | Грузьке                | Грузское (Gruskoje)                                 |
| Kamjanezke                                | Кам’янецьке            | Каменецкое (Kamenezkoje)                            |
| Kamjanka                                  | Кам’янка               | Каменка (Kamenka)                                   |
| Kramtschanka                              | Крамчанка              | Крамчанка                                           |
| Krynytschne                               | Криничне               | Криничное (Krinitschnoje)                           |
| Lisne                                     | Лісне                  | Лесное (Lesnoje)                                    |
| Ljudscha                                  | Люджа                  | Люджа                                               |
| Lutschka                                  | Лучка                  | Лучка                                               |
| Martyniwka                                | Мартинівка             | Мартыновка (Martynowka)                             |
| Maschkowe                                 | Машкове                | Машково (Maschkowo)                                 |
| Maschtschanka                             | Мащанка                | Мащанка                                             |
| Mykytiwka                                 | Микитівка              | Никитовка (Nikitowka)                               |
| Nyzacha                                   | Ницаха                 | Ницаха (Nizacha)                                    |
| Nowoseliwka                               | Новоселівка            | Новосёловка (Nowosjolowka)                          |
| Nowoukrajinka                             | Новоукраїнка           | Новоукраинка (Nowoukrainka)                         |
| Owodiwka                                  | Оводівка               | Оводовка (Owodowka)                                 |
| Oleksyne                                  | Олексине               | Алексино (Aleksino)                                 |
| Petschyny                                 | Печини                 | Печины (Petschiny)                                  |
| Poljane                                   | Поляне                 | Поляное (Poljanoje)                                 |
| Rjabiwka                                  | Рябівка                | Рябовка (Rjabowka)                                  |
| Sawelowe                                  | Савелове               | Савелово (Sawelowo)                                 |
| Semerenky                                 | Семереньки             | Семереньки (Semerenki)                              |
| Skrjahiwka                                | Скрягівка              | Скряговка (Skrjagowka)                              |
| Soldatske                                 | Солдатське             | Солдатское (Soldatskoje)                            |
| Solotariwka                               | Золотарівка            | Золотаревка (Solotarewka)                           |
| Subiwka                                   | Зубівка                | Зубовка (Subowka)                                   |
| Stanowa                                   | Станова                | Становая (Stanowaja)                                |
| Tutschne                                  | Тучне                  | Тучное (Tutschnoje)                                 |
| Wynohradne (bis 2016 Radhospne)           | Виноградне (Радгоспне) | Виноградное (Winogradnoje)/Радгоспное (Radgospnoje) |
| Wyschnewe                                 | Вишневе                | Вишневое (Wischnewoje)                              |

## Söhne und Töchter der Stadt
In der Stadt kam 1893 der ukrainische Schriftsteller und Publizist Mykola Chwylowyj zur Welt.